# جون بيري (عازف قيثارة)
جون بيري (بالإنجليزية: John Berry)‏ هو عازف قيثارة أمريكي، ولد في 29 أغسطس 1963 في نيويورك في الولايات المتحدة، وتوفي في 19 مايو 2016 في دانفرز في الولايات المتحدة بسبب خرف.

## روابط خارجية
- جون بيري على موقع ميوزك برينز (الإنجليزية)
- جون بيري على موقع ديسكوغز (الإنجليزية)